# Gózd Lipiński
Gózd Lipiński – wieś w Polsce położona w województwie lubelskim, w powiecie biłgorajskim, w gminie Biszcza.
W latach 1975–1998 wieś administracyjnie należała do województwa zamojskiego. 
Wieś jest sołectwem w gminie Biszcza. Według Narodowego Spisu Powszechnego z roku 2011 wieś liczyła 711 mieszkańców i była trzecią co do wielkości miejscowością gminy.
Wierni Kościoła rzymskokatolickiego należą do parafii św. Jana Chrzciciela w Potoku Górnym.

## Części wsi
| SIMC    | Nazwa     | Rodza     |
| ------- | --------- | --------- |
| 0886660 | Piaski    | część wsi |
| 0886676 | Za Stawem | część wsi |
| 0886682 | Zagrody   | część wsi |

## Historia
Wieś ordynacka w roku 1792 należała do klucza Potok Górny dóbr Zamojskich w skład których wchodziły Dąbrówka, Gózd Lipiński i Potok Dolny z Zagrodą.